# 司馬鮮
司馬鮮（3世纪—311年），一作司馬尟，西晋宗室，晋武帝之孙，长沙厉王司马乂之子。
司马乂为八王之乱之一王，晋惠帝太安二年（303年）被张方幽于金墉城害死。晋怀帝永嘉二年（308年）十二月初一辛未朔，司馬鮮封为临淮王（今江苏省盱眙县东北）。其兄弟司马硕复封长沙王。后事不详，疑在永嘉五年（311年）六月没于洛阳战乱。
| 前任： 初封 | 晋朝临淮王 308年－311年 | 繼任： 国除 |